# Pulpite
Pulpite is een van de 13 gehuchten van Cúllar, een gemeente in de Spaanse provincie Granada in de regio Andalusië.